# Rhinocola fusca
Rhinocola fusca är en insektsart som beskrevs av Burckhardt 1984. Rhinocola fusca ingår i släktet Rhinocola och familjen rundbladloppor. Inga underarter finns listade i Catalogue of Life.